# Trattato di Budapest (1921)
Il Trattato di pace USA-Ungheria è un trattato di pace tra gli Stati Uniti ed il Regno d'Ungheria, firmato a Budapest il 29 agosto 1921, all'indomani della prima guerra mondiale. Questo trattato di pace separato era necessario perché il Senato degli Stati Uniti si rifiutò di ratificare il Trattato del Trianon multilaterale.
Le ratifiche vennero scambiate a Budapest il 17 dicembre 1921 e il trattato entrò in vigore lo stesso giorno. Il trattato venne registrato nelle League of Nations Treaty Series l'8 maggio 1926.

## Contesto
Durante la prima guerra mondiale, l'Ungheria—che faceva parte del nucleo dell'Impero austro-ungarico—venne sconfitta dalle Potenze Alleate, una delle quali furono gli Stati Uniti d'America. Il governo degli Stati Uniti dichiarò guerra all'Austria-Ungheria il 7 dicembre 1917. Alla fine della guerra, nel 1918, l'Austria-Ungheria si disintegrò e l'Ungheria venne istituita come repubblica democratica, sostituita da una reggenza alla ricerca di un re all'inizio del 1920.
Nel 1919, le vittoriose potenze alleate tennero una conferenza di pace a Parigi per formulare trattati di pace con gli imperi centrali sconfitti. Alla conferenza venne concluso un trattato di pace con il governo ungherese. Sebbene il governo degli Stati Uniti fosse tra i firmatari di quel trattato, il Senato rifiutò di ratificare il trattato a causa dell'opposizione all'adesione alla Società delle Nazioni.
Di conseguenza, i due governi avviarono negoziati per un trattato di pace bilaterale non collegato alla Società delle Nazioni. Tale trattato venne concluso il 29 agosto 1921.

## I termini del trattato
L'articolo 1 obbligava il governo ungherese a concedere al governo degli Stati Uniti tutti i diritti ed i privilegi di cui godevano le altre potenze alleate che ratificavano il trattato di pace firmato a Parigi.
L'articolo 2 specificava quali articoli del trattato Trianon si applicassero agli Stati Uniti.
L'articolo 3 prevedeva lo scambio delle ratifiche a Budapest.

## Conseguenze
Il trattato pose le basi per una cooperazione USA-Ungheria non sotto la stretta supervisione della Società delle Nazioni. Di conseguenza, il governo degli Stati Uniti intraprese un percorso di parziale assistenza al governo ungherese per alleggerire l'onere delle riparazioni di guerra imposte dal Trattato del Trianon.
Il trattato venne integrato da un trattato firmato a Washington il 26 novembre 1924, che prevedeva l'istituzione di una commissione mista USA-Austria-Ungheria per decidere l'ammontare delle riparazioni che i governi austriaco e ungherese dovevano pagare agli Stati Uniti.